# Pieve di Missaglia
La pieve di Missaglia o pieve di San Vittore di Missaglia (in latino: Plebs Missaliensis o Plebs Sancti Victoris Missaliensis) era il nome di un'antica pieve dell'arcidiocesi di Milano e del Ducato di Milano con capoluogo Missaglia. 
Il santo patrono era san Vittore a cui è ancora oggi dedicata la chiesa prepositurale di Missaglia.

## Storia
Sotto il profilo religioso, il primo documento che attesta la grande antichità dell'istituzione plebana di Missaglia - da numerosi studiosi ritenuta una delle più antiche di tutta l'Arcidiocesi - risale all'835 ove viene riportato il termine di "archipresbyter" (arciprete), probabilmente riferibile ad un collegio sacerdotale presente nella parrocchia della città. Tale arciprete, Giovanni, viene citato in quanto avente proprietà entro la corte di Limonta.
Al 1129 risale invece il primo documento in cui si cita espressamente la parola pieve, in un atto di compravendita operata dal locale prevosto, e l'istituzione viene riportata come molto fiorente anche da Goffredo da Bussero nel suo "Liber notitiae sanctorum Mediolani" che gli attribuiva già nel Trecento un copioso numero di chiese. Nel XIV secolo sappiamo inoltre che il collegio canonicale era composto di 11 canonici più il prevosto, con un totale di 26 chiese da cura d'anime, oltre ai monasteri di Bernaga, Brianzola, Casatevecchio e Pocuzano. Col Rinascimento la pieve assunse anche una funzione amministrativa civile come ripartizione locale della Provincia del Ducato di Milano, al fine di ripartire i carichi fiscali e provvedere all'amministrazione della giustizia.
Nel XVI i canonici erano scesi a otto e la cura d'anime rimaneva la medesima su tutto il territorio plebano, mentre crescevano nuove parrocchie che influivano sugli inizi della decadenza della pieve, che divenne sede di un vicariato foraneo dopo le disposizioni del Concilio di Trento. Nel 1651, inoltre, la parrocchia di Lomaniga non figura più inserita nell'"index omnium locorum diocesis Mediolanensis habentium ecclesiam parochialem" dello "studium mei presbiteri Joanne Baptiste Cornei" contenuto nell'Indice delle parrocchie della diocesi di Milano, stilato nel 1651. Dal punto di vista civile, la pieve amministrativa fu soppressa nel 1797 in seguito all'invasione di Napoleone e alla conseguente introduzione di un più moderno distretto, che tuttavia si rivelò effimero.
Nell'Ottocento, e precisamente il 7 marzo 1854, l'arcivescovo milanese Carlo Bartolomeo Romilli staccò le parrocchie di Rovagnate e Perego dalla pieve di Missaglia e le attribuì alla Pieve di Brivio, mentre le parrocchie di Cernusco Lombardone, Montevecchia e Osnago passarono al vicariato di Merate. Nel 1906, poi, le parrocchie di Galgiana e Monticello furono ulteriormente attribuite al vicariato di Casatenovo, già presente dal 1843 e che andava ingrandendosi a scapito delle antiche pievi. Dopo l'istituzione di altre parrocchie minori, tra cui Santa Maria Hoè nel 1914, ormai caduta in disuso come struttura, la pieve di Missaglia crollò sotto gli emendamenti del cardinale Colombo del 1971 e venne soppressa assieme a tutte le altre pievi milanesi. Continuò ad ogni modo ad essere sede di decanato. Oggi il suo antico territorio ricade sotto il decanato di Missaglia e comprende 34 parrocchie.

## Territorio
Nella seconda metà del XVIII secolo, il territorio della pieve era così suddiviso:
| Pieve civile                                                      | Pieve ecclesiastica                                                                    |
| Comune di Missaglia Comune di Contra Comune di Lomaniga           | Parrocchia prepositurale di San Vittore                                                |
| Comune di Barzago                                                 | Parrocchia di San Bartolomeo                                                           |
| Comune di Barzanò                                                 | Parrocchia di San Vito                                                                 |
| Comune di Brianzola Comune di Cologna                             | Parrocchia di San Lorenzo                                                              |
| Comune di Bulciago                                                | Parrocchia di San Giovanni evangelista                                                 |
| Comune di Cagliano                                                | Parrocchia di San Donnino                                                              |
| Comune di Casate Nuovo                                            | Parrocchia di San Giorgio                                                              |
| Comune di Cassago Comune di Oriano                                | Parrocchia dei Santi Giovanni e Brigida                                                |
| Comune di Cassina de'Bracchi                                      | Parrocchia di San Biagio in Galgiana                                                   |
| Comune di Cernusco Lombardone                                     | Parrocchia di San Giovanni Battista                                                    |
| Comune di Cremella                                                | Parrocchia dei Santi Sisinio e Martirio                                                |
| Comune di Lomagna                                                 | Parrocchia dei Santi Pietro e Paolo                                                    |
| Comune di Maresso                                                 | Parrocchia dei Santi Faustino e Giovita                                                |
| Comune di Montevecchia                                            | Parrocchia di San Giovanni decollato                                                   |
| Comune di Monticello Comune di Casirago                           | Parrocchia di Sant'Agata Parrocchia della Purificazione di Maria Vergine in Torrevilla |
| Comune di Nava Comune di Tegnone                                  | Parrocchia di San Michele arcangelo                                                    |
| Comune di Osnago                                                  | Parrocchia di Santo Stefano                                                            |
| Comune di Perego Comune di Bernaga                                | Parrocchia di San Giovanni evangelista                                                 |
| Comune di Rovagnate Comune di Santa Maria Hoè Comune di Cereda -- | Parrocchia di San Giorgio martire                                                      |
| Comune di Sirtori Comune di Crippa                                | Parrocchia dei Santi Nabore e Felice                                                   |
| Comune di Viganò                                                  | Parrocchia di San Vincenzo                                                             |